# ぽいぽい
『ぽいぽい』は日本のエンターテインメント集団あやまんJAPANのデビューアルバム。2011年12月7日によしもとアール・アンド・シーより発売された。

## 背景
このアルバムの発売情報は、2011年10月31日によしもとアール・アンド・シーによるあやまんJAPANの公式サイトで初公開された。過去に発表された楽曲とボーナストラックを2曲収録したCD、ミュージック・ビデオを収録したDVDがついたコンプリート盤として発売された。

## シングル
このアルバムからは、「ぽいぽいぽいぽぽいぽいぽぴー」「あやまんジェットコースター」「ドドスコぽいぽいのうた」「夏あげモーション」「失恋ベイビー」「LA・LA・LA LOVE SONG〜久保田と潤子のラブソング〜」の6曲がシングル・カットされた。アルバムからの1枚目のシングルにして、あやまんJAPANのデビュー・シングル「ぽいぽいぽいぽぽいぽいぽぴー」は、2010年12月1日に発売された。この曲はオリコン週間チャートで最高42位、Billboard Japan Hot 100ではチャート圏外とまずまずの成績だったが、着うたフルのダウンロード数を集計したRIAJ有料音楽配信チャートでは最高3位を記録し、日本レコード協会からプラチナ認定を受けるなどデジタル・ダウンロードにおいては成功を収めた。
2枚目の楽曲「あやまんジェットコースター」は、あやまんJAPAN初の映像作品『あやまんJAPANのDVD-ポテトが熱くて食べられない-』のプロモーション・シングルとして2011年3月30日にダウンロード販売された。DVDにCDシングルが付属する形での発売だった為、フィジカルチャートでは対象外となった。RIAJ有料音楽配信チャートでは最高95位を記録。3曲目の「ドドスコぽいぽいのうた」は、ピン芸人の楽しんごとのユニット「楽しんごとあやまんJAPAN」名義で、デジタル・ダウンロード限定で発売された。RIAJ有料音楽チャートでは最高12位を記録。この曲でTBSのバラエティ番組『あらびき団』への出演を果たしている。
4曲目の「夏あげモーション」はお笑いコンビオリエンタルラジオの藤森慎吾を迎えた楽曲で、2011年8月10日にフィジカルリリースされた。オリコン週間チャートでは33位であやまんJAPANの楽曲として最高位を記録。また、Billboard JapanのHot Singles Salesで最高30位を記録、初めてBillboard Japanチャート入りを果たす。RIAJ有料音楽配信チャートでは最高8位を記録。引き続き藤森を迎えた5曲目の「失恋ベイビー」は、2011年5月10日に発売された。オリコン週間チャートでは最高56位、RIAJ有料音楽配信チャートでは50位。
6曲目の「LA・LA・LA LOVE SONG〜久保田と潤子のラブソング〜」は日本のR&B歌手久保田利伸のヒット曲「LA・LA・LA LOVE SONG」のカバーである。「潤子」とはあやまんJAPANのリーダー、あやまん監督の盟友でサブメンバーである女性で、久保田とのコラボレーションは彼女の願いであった。アルバムのプロモーション・シングルとして2011年11月24日にダウンロード販売が開始された。ミュージック・ビデオはニューヨーク市で撮影され、タイムズスクエアやセントラルパーク、アポロシアター前で踊るメンバーらを映し出している。

## 収録曲
| #         | タイトル                                             | 作詞                      | 作曲             | 編曲             | 時間  |
| --------- | ---------------------------------------------------- | ------------------------- | ---------------- | ---------------- | ----- |
| 1.        | 「ぽいぽいぽいぽぽいぽいぽぴー」                     | あやまんJAPAN             | Annie Lindemberg | Annie Lindemberg | 3:22  |
| 2.        | 「ぽいぽい体操」                                     | あやまんJAPAN             | Annie Lindemberg | Annie Lindemberg | 2:39  |
| 3.        | 「あやまんジェットコースター」                       | あやまんJAPAN             | 渡辺未来         |                  | 3:26  |
| 4.        | 「ドドスコぽいぽいのうた」(楽しんごとあやまんJAPAN)  | 楽しんごとあやまんJAPAN   | CMJK             | CMJK             | 2:55  |
| 5.        | 「夏あげモーション」(藤森慎吾とあやまんJAPAN)        | 藤森慎吾とあやまんJAPAN   | 芳賀俊和         | Annie Lindemberg | 4:00  |
| 6.        | 「失恋ベイビー」(藤森慎吾とあやまんJAPAN)            | 藤森慎吾とあやまんJAPAN   | 山田竜平         | 川端良征         | 4:42  |
| 7.        | 「ぽいぽいぽいぽぽいぽいぽぴー〜バブルミックス〜」   | あやまんJAPAN             | Annie Lindemberg | Annie Lindemberg | 4:10  |
| 8.        | 「夏あげモーション〜おしゃPミックス〜」              | 藤森慎吾とあやまんJAPAN   | 芳賀             | PLASMO'          | 4:51  |
| 9.        | 「LA・LA・LA LOVE SONG〜久保田と潤子のラブソング〜」 | 久保田利伸、あやまんJAPAN | 久保田           |                  | 3:40  |
| 10.       | 「cafe de poipoi」                                   | あやまんJAPAN             |                  |                  | 4:02  |
| 合計時間: | 合計時間:                                            | 合計時間:                 | 合計時間:        | 合計時間:        | 37:47 |

| #  | タイトル     | 作詞          | 作曲 | 編曲 |
| -- | ------------ | ------------- | ---- | ---- |
| 1. | 「ぽいぽい」 | あやまんJAPAN |      |      |

| #  | タイトル                                                             | 作詞 | 作曲・編曲 | 監督   |
| -- | -------------------------------------------------------------------- | ---- | ---------- | ------ |
| 1. | 「ぽいぽいぽいぽぽいぽいぽぴー」(ビデオクリップ)                     |      |            | スミス |
| 2. | 「ぽいぽい体操」(ビデオクリップ)                                     |      |            |        |
| 3. | 「あやまんジェットコースター」(ビデオクリップ)                       |      |            |        |
| 4. | 「ドドスコぽいぽいのうた」(ビデオクリップ)                           |      |            |        |
| 5. | 「夏あげモーション」(ビデオクリップ)                                 |      |            |        |
| 6. | 「失恋ベイビー」(ビデオクリップ)                                     |      |            | スミス |
| 7. | 「LA・LA・LA LOVE SONG〜久保田と潤子のラブソング〜」(ビデオクリップ) |      |            |        |

## 発売日一覧
| 地域 | 情報          | 規格                       |
| ---- | ------------- | -------------------------- |
| 日本 | 2011年12月7日 | CD、デジタル・ダウンロード |